# Cártel de Santa
Cártel de Santa es un grupo de hip hop mexicano de Santa Catarina, Nuevo León, México, uno de los maximos exponentes del Gangsta rap de Mexico, fundado por Héctor Montaño y Ronaldo Sifuentes. Está banda comenzó a tocar en 1996 como parte del movimiento musical Avanzada Regia y Artillería Pesada. Actualmente está integrada por Eduardo Davalos de Luna, también conocido como MC Babo o Babo (voz principal) y Rowan Rabia (beatmaker y guitarrista). Se les ha considerado como uno de los grupos de hip-hop mexicanos más notables.

## Historia
El grupo saltó a la fama en 2002, lanzando su primer álbum titulado «Cártel de Santa: Vol. I». El álbum incluyó canciones que se convirtieron en éxitos, como: Asesino de asesinos, Cannabis, La pelotona,  Todas mueren por mí, Perros, entre otros. Este álbum fue producido por Jason Roberts, quien también ha producido para artistas como: Cypress Hill, Ice Cube, House of Pain, Control Machete y Plastilina Mosh.
Ese mismo año, Cartel de Santa, lanzó al aire un vídeo musical de la canción Perros, que fue transmitido a América Latina por MTV, sin embargo, el álbum más importante de su carrera fue lanzado un año después, en 2004, titulado «Cartel de Santa Vol. II», que incluyó canciones como Blah, blah, blah, La llamada, Crónica babilonia, El arte del engaño,  El dolor del micro (en colaboración con Julieta Venegas) y Conexion Puerto Rico (en colaboración con Tego Calderon).
En 2006, Cártel de Santa grabó su tercer álbum, llamado «Volumen ProIIIbido» que incluyó los sencillos Cheka, wey (que también contó con un vídeo musical); Hey, si me ven; Súbele a la greibol; México, lindo y bandido y La ranfla del Cártel. Unos meses después, Babo fue arrestado por matar accidentalmente a uno de sus amigos, esto el estado lo juzgó como homicidio calificado. Debido a esto, el grupo lanzó un álbum de compilación, «Cártel de Santa: Greatest Hits», y algunos temas extras para recaudar fondos y poder liberar de la prisión al rapero. Babo fue liberado nueve meses después en enero del 2008.
En febrero de 2008, la banda lanzó su cuarto álbum, el cual contiene temas como Babo regresa, Cosas de la vida, De México el Auténtico, Brillo humillo, Vato sencillo, las cuales narran sobre los meses que Babo estuvo en prisión, sobre como mató a su amigo, y sobre el hecho de que continuaran haciendo música. En un principio el disco iba a ser grabado en la cárcel con presos que conoció y que rapeaban, queria hacer el mejor disco de Gangsta rap de todos los tiempos pero las leyes mexicanas se lo prohibieron. El primer sencillo fue Hay, mamita.
En marzo de 2010, Babo anunció a través del Myspace de la banda que lanzarían otro álbum.[cita requerida] Fue lanzado en mayo de ese mismo año, y se llamó «Vol. V: Sincopa». Los primeros sencillos fueron Bombos y tarolas, Traficando rimas, Con el coco rapado, Dale fuego, Volar, volar y El ratón y el queso, esta última con la participación de Big Man, El Millonario y W. Corona. Que fue uno de los mejores disco de toda la trayectoria del grupo, fue el disco posterior al disco de la cárcel queriendo empezar un nuevo ciclo mas maduro en las producciones mostrando su lado menos gangsta.
Después de 1 año en el 2011 lanzaron el «V. Sincopa 5.1» con motivo para festejar el disco de oro que adquirió con su anterior producción, por lo que realizó una recopilación con 4 nuevos tracks, Súbete y ya verás, Pa no andar triste, Una de bandidos, Ya no van y Matador que es un cover a Matador de Los Fabulosos Cadillacs'' .[cita requerida]
Además, este disco cuenta con un documental hecho por Sony BMG, el cual relata como nació la banda y como vive día a día en el peligroso Santa Catarina, Nuevo León.
En 2011 apoyaron a Millonario, W. Corona y R.B.U, en su disquera llamada Casa Babilonia Récords, a lanzar su álbum titulado «Así soy yo», colaborando en temas como Éxtasis y De la calle soy, en esta última contando también con la colaboración de Big Man y Mery Dee.[cita requerida]
El 13 de julio del 2013, Dharius, uno de los vocalistas del Cártel de Santa, salió de la agrupación.[cita requerida]
Además, la banda tuvo su debut en la pantalla grande, con una película llamada Los jefes cuyo lanzamiento fue el 31 de julio de 2015.[cita requerida]
El 5 de agosto de 2014, lanzan su sexto álbum llamado «Golpe avisa, el cual incluyó temas como: Si te vienen a contar, Suena mamalona, Wacha, están maman** riata, Doctor Marihuana y Los mensajes del WhatsApp.
El 30 de julio Los jefes se estrenó en varias salas de México consiguiendo en solo su primera noche, estar en el Top 9 en mejor promedio de asistencias. El 31 de julio en su estreno oficial alcanzó el tercer lugar convirtiéndose en un gran éxito para la banda.[cita requerida]
En 2015 volvieron al principal evento de música, Vive Latino, realizado en la Ciudad de México entre el 13 y 15 de marzo del mismo año.[cita requerida]
En el 2016, Cártel de Santa continúa en la misma sintonía lanzando su séptimo álbum «Viejo Marihuano».  Es una recopilación de 11 canciones nuevas como: Volvió el sensei, Leve, y Mucha marihuana. Esta última con su propio video musical.
En el 2021, el canal oficial de Cártel de Santa superó los 10 millones de suscriptores en YouTube, siendo este el canal de hip hop con más seguidores en México. [cita requerida]

## Controversias
El viernes 15 de octubre, César Renato El Millonario, fue detenido en Apodaca, Nuevo León, por el presunto delito de homicidio calificado. El 21 de octubre del 2021, El Millonario fue vinculado a proceso por un juez que dictó, además, la medida cautelar de prisión preventiva.

## Discografía
Álbumes en estudio
- 2002: Cártel de Santa
- 2004: Vol. II
- 2007: Volumen prohibido (Disco de Oro)
- 2008: Vol. IV
- 2010: Sincopa (Disco de Oro)
- 2014: Golpe avisa (Disco de Oro, Platino y el mas vendido de la agrupacion)
- 2016: Viejo Marihuano (Disco de Oro, Platino)

Álbumes en vivo
- 2012: Me Atizo Macizo Tour 2012 En Vivo Desde el D.F (Babilonia Music)'

Recopilatorios
- 2006: Cártel de Santa, Casa Babilonia presentan: Los Mixtapes
- 2007: Cártel de Santa, Greatest Hits
- 2008: Casa Babilonia Récords: Compilado
- 2009: Casa rifa: demos
- 2011: Sincopa 5.1 (Sony Music)
- 2015: Los jefes (Banda sonora de la película), (Babilonia Music)

## Premios y nominaciones
| Año  | Premio | Categoría                                            | Obra               | Resultado | Ref.  |
| ---- | ------ | ---------------------------------------------------- | ------------------ | --------- | ----- |
| 2006 |        | Disco de oro                                         | Volumen ProIIIbido | Ganador   | [ 7 ] |
| 2010 | Grammy | Premio Grammy Latino al mejor álbum de música urbana | Sincopa            | Nominado  | [ 7 ] |
| 2011 |        | Disco de oro                                         | Sincopa            | Ganador   | [ 8 ] |
| 2015 |        | Billboard Latino                                     | Golpe avisa        | Nominado  | [ 8 ] |
| 2016 |        | Disco de oro                                         | Viejo Marihuano    | Ganador   | [ 9 ] |
| 2017 |        | Disco de Platino                                     | Viejo Marihuano    | Ganador   | [ 9 ] |